# Dúnlaing mac Muiredaig
Dúnlaing mac Muiredaig (mort en 869) est un roi de Leinster du sept Uí Muiredaig issu des Uí Dúnlainge une lignée du Laigin. La résidence royale de ce sept se trouvait à  Maistiu (Mullaghmast) dans le sud du comté de Kildare. Il est le fils de  Muiredach mac Brain (mort en 818), un précédent souverain Il règne de 863 à 869.

## Contexte
Une grande confusion règne dans les Listes de Rois pendant la période compris entre 838-871 le titre de Roi de Leinster n'est pas relevé dans les Annales d'Ulster. La mort de  Dúnlaing n'est pas mentionnée dans ces annales mais dans d'autres  sources. Francis John Byrne sugère que la cause de cette apparente confusion est liée au fait que les rois  des Uí Dúnlainge n'exercianet qu'un pouvoir très limité lié au  agressions de leur voisin occidentale Cerball mac Dúnlainge (mort en 888), roi d'Osraige. Cerball, incapable de s'imposer comme roi de Leinster parvenait cependant à empêcher ses rivaux d'exercer une autorité monarchique réelle
En 868 les annales relèvent que les Laigin participent avec les Uí Néill de Brega et des Norvégiens à la bataille de Cell Ua nDaigri dans l'estuaire de la Boyne où il défont l'Ard ri Erenn Áed Findliath (mort en 879). Toutefois le nom de Dúnlaing n'est pas mentionné lors de cet événement.

## Postérité
Son fils Ailill mac Dúnlainge (mort en 871) lui succède sur le trône de Leinster. Un autre de ses fils Cairpre mac Dúnlainge (mort en 884) sera roi d'Iarthair Liffey c'est-à-dire la région à l'ouest de la Liffey

## Article lié
- Liste des rois de Leinster

## Sources primaires
- Livre de Leinster,Rig Laigin et Rig Hua Cendselaig sur CELT: Corpus of Electronic Texts at University College Cork
- Annales d'Ulster sur CELT: Corpus of Electronic Texts at University College Cork
- Annales de Tigernach sur CELT: Corpus of Electronic Texts at University College Cork

## Sources secondaires
- (en) T.W Moody, F.X. Martin, F.J. Byrne, A New History of Ireland IX Maps, Genealogies, Lists. A companion to Irish History part II, Oxford, Oxford University Press, 2011, 690 p. (ISBN 978-0-19-959306-4), p. 134 & 200 Kings of Leinster to 1171
- (en) Francis John Byrne, Irish Kings and High-Kings, Dublin, Four Courts Press, 2001, 341 p. (ISBN 978-1-85182-196-9)
- (en) T.M. Charles-Edwards, Early Christian Ireland, Cambridge, Cambridge University Press, 2000, 707 p. (ISBN 0-521-36395-0, lire en ligne)